# Thelxinoe (måne)
Thelxinoe er en af planeten Jupiters måner: Den blev opdaget i 2004 af et hold astronomer under ledelse af Scott S. Sheppard fra Hawaiis Universitet ud fra billeder de havde taget den 9. februar 2003. Lige efter opdagelsen fik den den midlertidige betegnelse S/2003 J 22, men siden har den Internationale Astronomiske Union valgt at opkalde den efter Thelxinoe, datter af Zeus og Mnemosyne fra den græske mytologi, og ifølge visse kilder en af de fire oprindelige muser.
Thelxinoe er en af i alt 16 Jupiter-måner i den såkaldte Ananke-gruppe; 16 måner med omtrent samme omløbsbane som månen Ananke.
| Naturvidenskab | Spire Denne naturvidenskabsartikel er en spire som bør udbygges. Du er velkommen til at hjælpe Wikipedia ved at udvide den. |